# Аскино (Аскинский район)
А́скино (баш. Асҡын) — село, административный центр Аскинского района Республики Башкортостан Российской Федерации, а также центр Аскинского сельсовета.
Аскино — самый крупный населённый пункт в районе. Население — 7704 чел. (2021).

## История
Населённый пункт основан в 1630 году ясачными крестьянами — выходцами из различных волостей Осинского уезда Пермской губернии.
К 1865 году село Аскино насчитывало порядка 1,6 тыс. душ согласно переписи 1857 года и до образования Уфимской губернии относилось к Бирскому уезду Оренбургской губернии.
В «Списке населенных мест по сведениям 1870 года», изданном в 1877 году, населённый пункт упомянут как село Аскин 1-го стана Бирского уезда Уфимской губернии. Располагалось при речках Аскинке и Бурме, на Кунгурском почтовом тракте из Уфы, в 110 верстах от уездного города Бирска. В селе, в 345 дворах жили 1881 человек (914 мужчин и 967 женщин, русские, евреи, татары), были православная церковь, старообрядческая молельня, почтовая станция, волостное правление, становая квартира, 2 училища, маслобойный завод, 3 водяные мельницы, 25 лавок, базары по пятницам, ярмарки 9 мая и 27 сентября. Жители занимались пчеловодством, извозничеством и кузнечным ремеслом.
В 1930 году с заменой кантонно-волостного территориального деления Башкирии районным, был создан Аскинский район, районным центром которого стало село Аскино.

## Население
| 1865 | 1959  | 1970  | 1979  | 1989  | 2002  | 2009  | 2010  | 2021  |
| ---- | ----- | ----- | ----- | ----- | ----- | ----- | ----- | ----- |
| 1600 | ↗4241 | ↗4909 | ↗5645 | ↗5800 | ↗6853 | ↗7820 | ↘6918 | ↗7704 |

Национальный состав
Согласно переписи 2002 года, преобладающие национальности — башкиры (53,4 %), татары (23,3 %), русские (20,6 %).
Согласно переписи 2020 года, преобладающие национальности — башкиры (63,4 %), татары (18,1 %), русские (16,6 %).

## Радио
- 66,53 — Ашкадар
- 100,2 — Спутник 107 ФМ
- 101,4 — Юлдаш

## Телевидение
- Первый канал
- Россия 1 / ГТРК Башкортостан
- БСТ
- Россия 2
- Россия К

## Религия
Мечети
- Центральная мечеть

Православные храмы
- Свято-Никольский храм

## Люди связанные с селом
- Анатолий Александрович Смородинцев (1901—1986), разработавший и внедривший (вместе с Михаилом Петровичем Чумаковым) вакцину против полиомиелита.
- Маточкин, Семён Васильевич — Работал директором ЕМУП «Екатеринбургский хлебокомбинат», кандидат экономических наук. В 1969—1970 г. — председатель комитета по физкультуре и спорту при исполкоме райсовета, с. Аскино БАССР. 1970—1976 г. — Инструктор по оргмассовой работе райисполкома, с. Аскино БАССР. 1976—1978 г. — Председатель райкома профсоюза работников сельского хозяйства, с. Аскино БАССР.
- Фёдор Александрович Кащеев (1934—2020), один из основателей школы живописи Башкортостана. Родился здесь в 1934 году
- Шаретдинов, Эдуард Фавзиевич — Председатель Комиссии ВС РБ по вопросам законодательства, законности и правопорядка, депутат Законодательной Палаты Госсобрания РБ (1995—1999). Родился в 1947 г. в с. Аскино Аскинского района БАССР.
- Герасимов, Владимир Иванович — поэт.
- Казаков, Степан Александрович (1914—1964) — начальник разведки дивизиона 156-го гвардейского артиллерийского полка (77-я гвардейская стрелковая дивизия, 61-я армия, Центральный фронт) гвардии лейтенант, Герой Советского Союза.
- Игошев, Владимир Александрович (1921—2007) — живописец, Народный художник СССР (1991). Народный художник РСФСР (1961). Заслуженный художник РСФСР. Лауреат Государственной премии России им. И. Е. Репина в 2001 г.. Член Союза художников СССР (1944). Участник Великой Отечественной войны.
- Казаков, Степан Александрович (1914—1964) — Герой Советского Союза; похоронен в Аскино.